# Thomas (lokomotiv)
Thomas (eng. Thomas the Tank Engine) er et fiktivt antropomorft damplokomotiv skabt af Rev. W. V. Awdry som omdrejningspunktet i bogserien The Railway Series og siden tv-serien Thomas og hans venner.
Thomas er et tenderlokomotiv: et damplokomotiv med store rektangulære vandtanke på begge sider af kedlen.
I sin første rolle blev Thomas beskrevet som:
 Thomas was a tank engine who lived at a Big Station. He had six small wheels, a short stumpy funnel, a short stumpy boiler and a short stumpy dome.
He was a fussy little engine, always pulling coaches about. [...] He was a cheeky little engine, too.

 — fra historien "Thomas & Gordon".
Thomas optrådte første gang i bogen Thomas the Tank Engine som rangerlokomotiv, hvor han rangerede passagervogne for de større lokomotiver. Han længtes efter vigtigere opgaver som at trække et eksprestog som Gordon, men hans manglende erfaring forhindrede det. I sidste ende lykkedes det ham at redde James efter en ulykke, og kontrolchefen besluttede, at han var et brugbart lokomotiv, der var klar til at have sin egen linje. Siden da har han været ansvarlig for denne linje sammen med de to vogne Annie og Clarabel med hjælp fra Percy og Toby.